# Ritual (Mertens)
Ritual, op. 154 is een compositie voor fanfareorkest van de Nederlandse componist Hardy Mertens uit 1989, gebaseerd op het Engelstalige gedicht 'Ritual' geschreven door Lizette Colaris. Het werk is geschreven in opdracht van het Frysk Fanfare Orkest. Dit orkest verzorgde onder leiding van Jouke Hoekstra ook de première als keuzewerk tijdens hun optreden bij het 11e Wereld Muziek Concours (WMC) in de Rodahal te Kerkrade in de sectie fanfare in de concertafdeling op 15 juli 1989. Het Frysk Fanfare Orkest werd dat jaar op het WMC wereldkampioen in de sectie fanfare.
Het werk is op cd opgenomen door het Frysk Fanfare Orkest onder leiding van Jouke Hoekstra en door Fanfare "St. Cecilia", Ubachsberg onder leiding van Sjef Ficker.